# Kikiáltó (heraldika)
Névváltozatok:

fr: crogierare , kroijiraere, grôjeraere, de: Krogierer (Ausrufer) 
Rövidítések:

A kikiáltó a címerekkel foglalkozó tisztviselők legalsó rétege. Kb. 1180-tól szerepelnek a forrásokban. Főleg a trubadúrok költeményeiben szerepelnek. Szerepüket később a (címer)apródok vették át.
A német "Fahrenden" ('vándornépség') nevű mutatványosok (Spielleute) egyik rétege. Kikiáltók voltak akik a lovagi tornákon bejelentették a küzdő feleket és jutalom fejében dicsőítették a vitézségüket. (Magyarul talán az igric kifejezés lenne a leghelytállóbb rájuk nézve). Először a minnesängerek említik őket. Valamivel felettük álltak a velük egykorú küldöncök.